# 矮半線琴脂鯉
矮半線琴脂鯉為輻鰭魚綱脂鯉目琴脂鯉亞目複齒脂鯉科的其中一種，為熱帶淡水魚，分布於非洲庫內內河、三比西河、奧塔萬戈河流域，體長可達4公分，棲息在水質清澈且植被生長茂密的水域，以植物及其附著生物為食，生活習性不明，可作為觀賞魚。

## 扩展阅读
維基物種上的相關：矮半線琴脂鯉